# Malcolm Cooper
Pour les articles homonymes, voir Cooper.
Malcolm Cooper, né le 20 décembre 1947 et mort le 9 juin 2001, est un tireur sportif britannique.

## Carrière
Malcolm Cooper participe aux Jeux olympiques de 1984 à Los Angeles et aux Jeux olympiques d'été de 1988. Il remporte le titre olympique lors de ces deux éditions dans l'épreuve de la carabine 50 mètres trois positions.